# Hilton Garden Inn New York/Times Square Central
Le Hilton Garden Inn New York/Times Square Central est un gratte-ciel de 123 mètres de hauteur construit à New York aux États-Unis de 2012 à 2014.
Il abrite sur 37 étages un hôtel de 282 chambres de la chaîne Hilton Garden Inn appartenant à la chaine Hilton Hotels & Resorts
L'architecte est l'agence new-yorkaise Peter F. Poon Architects, PC